# Enfluran
Enfluranul este un anestezic general de tip eter halogenat, izomer al izofluranului, utilizat pentru inducerea și menținerea anesteziei generale. Este un lichid volatil.